# Hurra – ein Junge! (1953)
Hurra – ein Junge! ist ein deutscher Filmschwank nach der gleichnamigen Vorlage (1926) von Arnold und Bachs. Unter der Regie von Ernst Marischka spielt Theo Lingen die Hauptrolle.

## Handlung
Professor Waldemar Weber ist ein frisch verheirateter Anwalt, dessen strenger Schwiegervater, der Geheimrat Theodor Nathusius, den Wunsch hat, endlich Großvater zu werden. Denn in seiner Position als sittenstrenger Minister ist es unumgänglich, die familiären Werte und Pflichten in der Familie vorzuleben. Diesem Wunsch kamen seine Tochter und Schwiegersohn Waldemar bisher nicht nach. Als der Besuch der Schwiegereltern ansteht, wird der Professor mit seiner Vergangenheit konfrontiert. Denn Webers Freund, der Rechtsanwalt Dr. Kurt Wehling, kündigt Waldemar die Heimkehr des einst von ihm aus purem Mitleid adoptieren Sohnes an. 
Der möchte nämlich endlich die neue Gattin seines Stiefvaters samt angeheirateter Familie kennen lernen: Fritz Pappenstiel ist ein leutseliger Gernegroß und ausgesprochener Schmierenkomödiant, der mit seiner unerwarteten (und nicht von jedem freudig erwarteten) Ankunft das heikle Familiengefüge grundlegend durcheinanderwirbelt. Waldemar Weber ist dies alles nur peinlich, und er möchte am liebsten dieses „dunkle“ Familiengeheimnis für immer gewahrt wissen. Und so beginnt ein aus Notlügen und Kindereien zusammengesetztes Chaos, das bald alle an den Rand des (ulkigen) Wahnsinns bringt, bis sich herausstellt, dass ausgerechnet der sich so tugendhaft gebende Schwiegervater der Erzeuger des mittlerweile längst erwachsenen Heimkehrers ist.

## Produktionsnotizen
Hurra – ein Junge! entstand im Herbst 1953 in den Filmstudios von Berlin-Tempelhof. Die Uraufführung erfolgte am 30. Dezember 1953 in Nürnberg, die Berliner Premiere war am 15. Januar 1954.
Produzent Kurt Ulrich übernahm auch die Herstellungsleitung, Heinz Willeg und Karl Mitschke die Produktionsleitung. Willi A. Herrmann, Heinrich Weidemann und Peter Schlewski schufen die Filmbauten.
Die Musik wird vom RIAS Tanzorchester unter der Leitung von Werner Müller gespielt. Es singt das Cornell-Trio und das Sunshine Quartett. Es tanzen Grete Sellier und Willi Dirtl.

## Kritik
Im Lexikon des Internationalen Films heißt es knapp: „Neuverfilmung des alten Bühnenschwanks von Arnold und Bach mit derber Situationskomik und den gattungsüblichen Scherzen über eheliche Untreue und uneheliche Kinder.“